# اينار يانسن
اينار يانسن (بالنرويجية: Einar Jansen)‏ (و. 1893 – 1960 م) هو مؤرخ، ونَسَّاب، وأمين الأرشيف، ونقابي، وكاتب سير نرويجي، ولد في رويكن (النرويج)، توفي في برغن، عن عمر يناهز 67 عاماً.

## التعليم
تعلم في جامعة أوسلو.